# ハインリヒ (ブラウンシュヴァイク＝ダンネンベルク公)
ハインリヒ（ドイツ語：Heinrich, 1533年6月4日 - 1598年1月19日）は、ブラウンシュヴァイク＝リューネブルク公の1人で、リューネブルク侯（在位：1559年 - 1569年、弟のヴィルヘルムと共同統治）、ダンネンベルク領主（在位：1569年 - 1598年）。リューネブルク侯エルンスト1世の3男。フランツ・オットーの弟、ヴィルヘルムの兄。
1569年、ザクセン＝ラウエンブルク公フランツ1世の娘ウルスラと結婚し、7人の子女をもうけた。
- ユリウス・エルンスト（1571年 - 1636年）
- フランツ（1572年 - 1601年） - ストラスブール聖堂首席司祭
- アンネ・ゾフィー（1573年 - 1574年）
- ハインリヒ（1574年 - 1575年）
- ジビッレ・エリーザベト（1576年 - 1630年） - デルメンホルスト伯アントン2世と結婚
- ジドーニエ（1577年 - 1645年）
- アウグスト2世（1579年 - 1666年）

| 爵位・家督              | 爵位・家督                       | 爵位・家督        |
| ----------------------- | -------------------------------- | ----------------- |
| 先代 フランツ・オットー | リューネブルク侯 1559年 - 1569年 | 次代 ヴィルヘルム |